# Guntershausen bei Berg
Guntershausen bei Berg est une localité dans la municipalité de Berg dans le district de Weinfelden dans le canton de Thurgovie en Suisse. 
Jusqu'en 1994, Guntershausen était appelée Guntershausen bei Birwinken une paroisse locale de la municipalité municipale de Birwinken. En 1995, Guntershausen se sépara de la municipalité de Birwinken et fusionna dans le cadre de la réforme municipale de Thurgovie pour former la communauté de Berg et changea son nom en Guntershausen bei Berg. 

## Géographie
Guntershausen est située sur le versant sud-est de l'Ottenberg. 

## Histoire

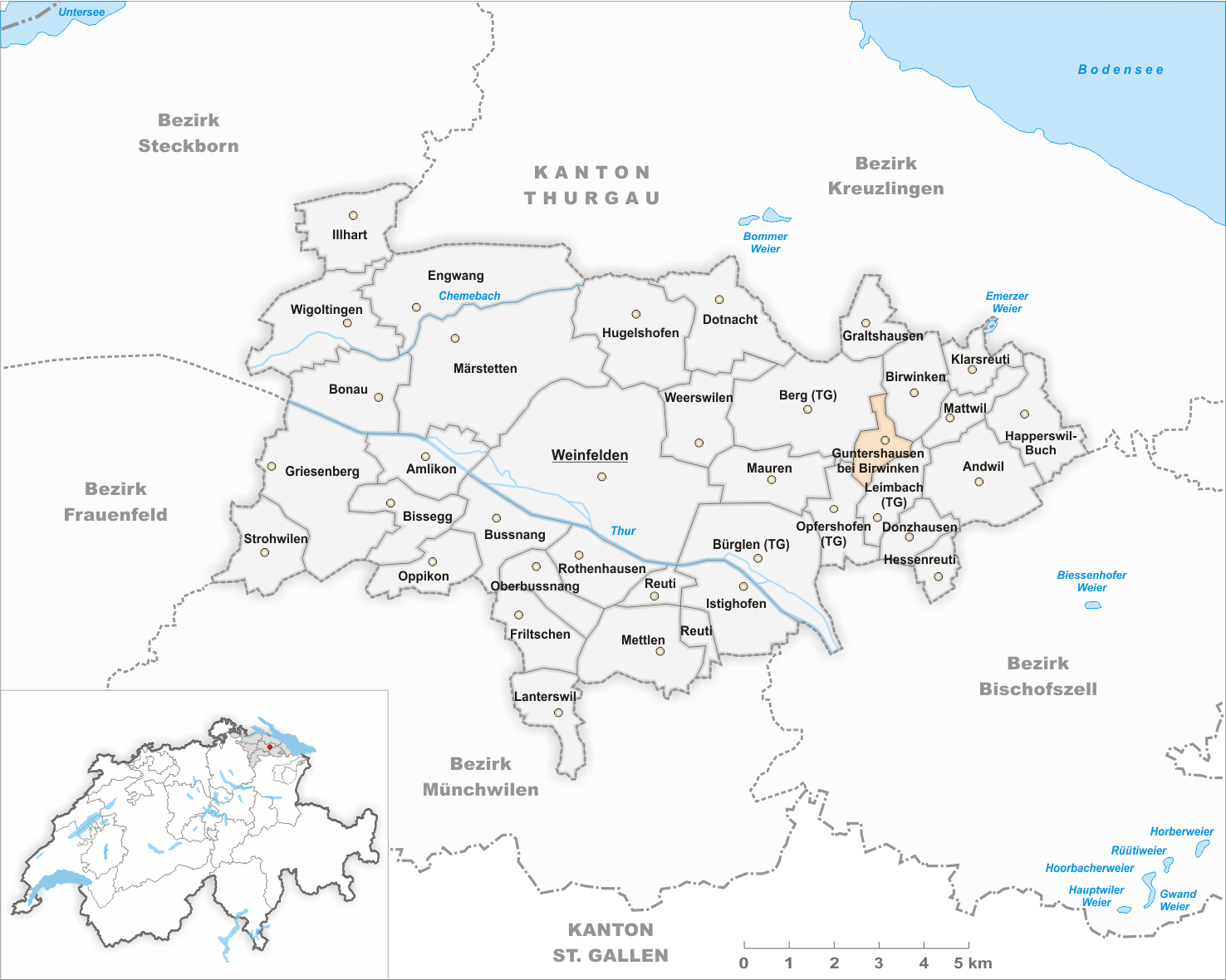
Commune avant la fusion en 1995

Guntershausen a été mentionné pour la première fois en 1291 sous le nom de Gundhartzhusen . Guntershausen était un soi-disant bailliage baronnial au début du Moyen Âge. Le baron Friedrich von Bussnang a vendu Guntershausen au citoyen de Constance Rudolf Ruch en 1346. Après quelques changements de propriétaire, la cour inférieure est vendue en 1553 à la seigneurie de Bürglen, qui appartient à la ville de Saint-Gall de 1579 à 1798. 
À l'hiver 1769, la première école du village a été ouverte à Guntershausen. 

### Économie et infrastructures

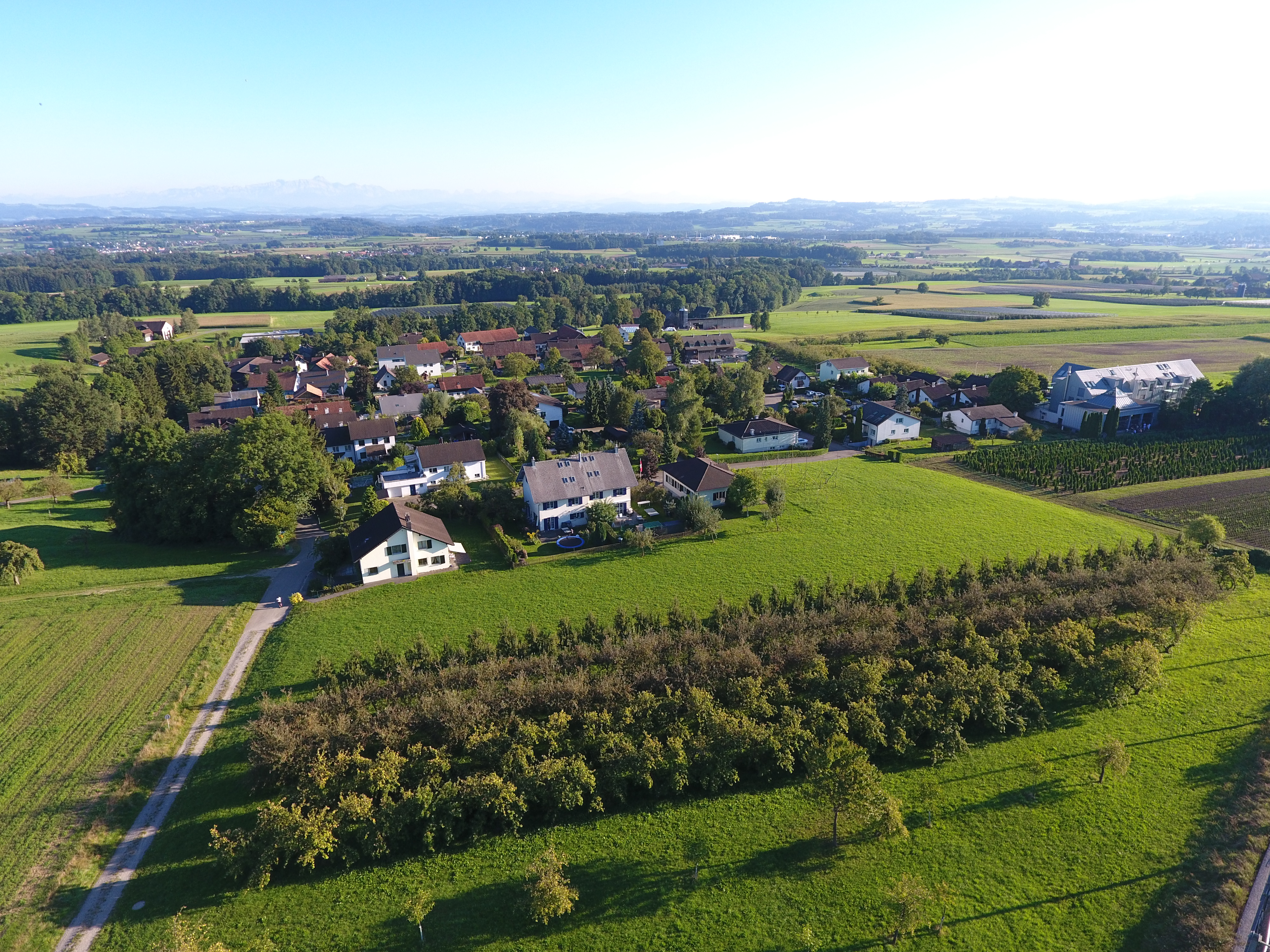
Guntershausen vue depuis le nord (2016)

Le moulin qui existait depuis 1423 était un fief de Constance et a été acheté par la famille Altwegg. Vers 1830, Jakob Farner de Stammheim acheta le moulin avec scierie et un grand domaine agricole. Sa plus jeune fille, Caroline Farner, était la deuxième femme médecin suisse et la première médecin généraliste. 1832, la famille Altwegg a construit un petit moulin qui était exploité par le Tobelbach. 
Au 19e siècle, l'agriculture était pratiquée, mais il y avait aussi une forge et un tissage de calicot. Avec la transition vers l'élevage laitier et la culture fruitière vers la fin du XIXe siècle est venu la broderie dans le village. Le chemin de fer de Mittelthurgau, ouvert en 1911 et traversant la ville, n'a pas entraîné de changement structurel. 
En 1924, le « Milchhüttli » a été construit, qui servait de point de collecte de lait pour la fromagerie de Leimbach-Guntershausen. Au fil des ans, le nombre de fournisseurs de lait a diminué et l'immeuble a été loué à la direction du téléphone en 1985. Au fil du temps, le "Milchhüttli" est devenu un point de rencontre pour les jeunes et a servi d'abri pour DSF. En 2003, il a été fermé. 
Avec la construction de plusieurs maisons unifamiliales à partir de 1960, une maison de retraite et de soins infirmiers privée en 1965 et un « village de seniors » en 1986, Guntershausen a perdu le caractère d'un simple village agricole. 

### Population
| Année     | 1850 | 1900 | 1930 | 1950 | 1990 |
| Résidents | 133  | 105  | 91   | 115  | 169  |

## Blason
Blason : Un cygne jaune marchant sur fond bleu. 
En 1941, Guntershausen a gagné ses propres armoiries. Les couleurs jaune et bleu proviennent des barons de Bürglen. 

## Patrimmoine
Une pompe à incendie achetée en 1877 peut être vue au musée des pompiers de Kradolf. 

## Personnalités
- Caroline Farner (1842-1913), militante féministe, première femme médecin généraliste en Suisse est née à Guntershausen.